# ローガン・クラーク
ローガン・クラーク（Logan Clark、1985年2月16日 - ）は、アメリカ合衆国の男性総合格闘家。ミネソタ州アイオタ出身。ミネソタ・マーシャルアーツ・アカデミー所属。ロチェスターMMA主宰。
ウィノナ州立大学在学時は高校の英語教師になるべく教職の勉強もしていた。

## 来歴
高校生の時からレスリングを学ぶ。大学で総合格闘技に触れ、学生とプロ総合格闘家の二足の草鞋を履いていた。
2006年12月13日、UFC初参戦となったUFC Fight Night: Sanchez vs. Riggsでスティーブ・バーンズと対戦し、判定勝ち。
2008年6月8日、戦極初参戦となった戦極 〜第三陣〜で三崎和雄と対戦し、判定負け。
2008年9月28日、戦極 〜第五陣〜のミドル級（-83kg）グランプリシリーズ1回戦でジョルジ・サンチアゴと対戦し、肩固めで一本負け。

## 戦績
| 総合格闘技 戦績 | 総合格闘技 戦績 | 総合格闘技 戦績 | 総合格闘技 戦績 | 総合格闘技 戦績 | 総合格闘技 戦績 | 総合格闘技 戦績 |
| --------------- | --------------- | --------------- | --------------- | --------------- | --------------- | --------------- |
| 18 試合         | (T)KO           | 一本            | 判定            | その他          | 引き分け        | 無効試合        |
| 13 勝           | 4               | 5               | 4               | 0               | 0               | 0               |
| 5 敗            | 2               | 1               | 2               | 0               | 0               | 0               |

| 勝敗 | 対戦相手             | 試合結果                        | 大会名                                                       | 開催年月日     |
| ×    | アンソニー・スミス   | 2R 2:22 TKO（ドクターストップ） | Seconds Out / Vivid MMA: Havoc at the Hyatt 2                | 2010年6月19日  |
| ○    | シェイン・デジー     | 1R キムラロック                 | Seconds Out / Vivid MMA: Havoc at the Hyatt: Clark vs. DeZee | 2010年3月27日  |
| ○    | クリス・バーデン     | 1R 1:20 TKO（パンチ連打）       | Rochester Gladiators                                         | 2010年1月30日  |
| ×    | ジェイソン・グイダ   | 1R 0:07 KO（パンチ）            | Fight Nation                                                 | 2009年10月3日  |
| ×    | ジョルジ・サンチアゴ | 2R 3:35 肩固め                  | 戦極 〜第五陣〜 【ミドル級グランプリシリーズ2008 1回戦】     | 2008年9月28日  |
| ×    | 三崎和雄             | 5分3R終了 判定0-3               | 戦極 〜第三陣〜                                              | 2008年6月8日   |
| ○    | スコット・ハーパー   | 1R 4:37 TKO（パウンド）         | WEC 33: Marshall vs. Stann                                   | 2008年3月26日  |
| ×    | エリック・シャンバリ | 5分3R終了 判定0-3               | WEC 29: Condit vs. Larson                                    | 2007年8月5日   |
| ○    | ブラス・アヴェナ     | 1R 4:23 TKO（肘打ち）           | WEC 25: McCullough vs. Cope                                  | 2007年1月20日  |
| ○    | スティーブ・バーンズ | 5分3R終了 判定3-0               | UFC Fight Night: Sanchez vs. Riggs                           | 2006年12月13日 |
| ○    | ライアン・ウィレット | 3分3R終了 判定3-0               | Extreme Challenge 72                                         | 2006年10月21日 |
| ○    | チャック・パーメリー | 1R 2:51 TKO                     | The Cage Inc.                                                | 2006年9月2日   |
| ○    | BJ・レイシー         | 判定3-0                         | UCS 15: Battle at the Barn                                   | 2006年7月15日  |
| ○    | デイヴィッド・モリン | 1R -                            | EFX: Fury                                                    | 2006年6月7日   |
| ○    | ブランドン・ネルソン | 1R ギブアップ（打撃）           | UCS 13: Battle at the Barn                                   | 2006年3月25日  |
| ○    | フィデル・ザパタ     | 1R ギブアップ（パンチ連打）     | UCS 12: Battle at the Barn                                   | 2006年1月21日  |
| ○    | ノア・リビナワー     | 1R ギブアップ（打撃）           | Coliseum                                                     | 2005年11月23日 |
| ○    | ポール・ハーシュ     | 1R ギブアップ（パンチ連打）     | UCS: Ultimate Lacrosse 1                                     | 2005年10月15日 |
| ○    | カレブ・スタイガー   | 1R 1:30 腕ひしぎ十字固め        | Ring Warriors: Xtreme Fight Night                            | 2005年10月7日  |